# 싱가포르 MRT 톰슨-이스트 코스트선
싱가포르 MRT 톰슨-이스트 코스트선(Thomson-East Coast Line, TEL)은 싱가포르 MRT(Mass Rapid Transit) 노선이다. 철도 지도에서 갈색으로 표시되어 있으며 완전히 지하에 있다. 완전히 완공되면 국내 MRT 네트워크의 6번째 노선은 길이가 약 43km(27마일)에 달하는 32개 역을 서비스하게 되어 세계에서 가장 긴 무인 고속철도 노선 중 하나가 된다. 이 노선은 남북과 동서가 결합된 회랑을 따라 이어지며 북쪽의 우드랜즈 타운에서 시작하여 어퍼 톰슨과 앙모키오, 비샨 타운을 통과하고 남쪽으로 오차드 로드와 마리나 베이의 도심까지 향한다. 이후 칼랑(Kallang), 마린 퍼레이드(Marine Parade) 및 베독(Bedok) 남부를 거쳐 동부 해안을 따라 동쪽으로 향하고 어퍼이스트코스트(Upper East Coast)에서 끝난다.
이 노선은 2014년 8월 15일 육상교통청(LTA)에 의해 처음 발표되었으며, 이전에 계획된 별도의 TSL(Thomson) 노선과 ERL(Eastern Region) 노선이 통합되었다. 그때쯤 TSL 건설은 이미 2014년 1월에 시작되었다. 이 노선은 2020년 1월 31일 1단계를 시작으로 단계적으로 개통되고 있다. 2단계는 2021년 8월 28일, 3단계는 개통되었다. 2022년 11월 13일에 개통되었다. 4단계는 2024년 6월 23일에 개통되었으며, 5단계는 2026년에 개통될 예정이다. 한편, 3단계의 일부로 구조적으로 완성된 마운트플레전트역 및 마리나사우스역은 아직 남아 있다. 현재 해당 지역의 개발 부족으로 인해 운영이 중단되고 있다.
2019년 1월, 파운더스 메모리얼(Founders' Memorial)로 알려진 충전소가 이름을 보완하기 위해 발표되었으며, LTA는 현재 EWL(East West Line)의 일부인 창이 공항 지점을 TEL에 통합하는 것을 추가로 고려하고 있다. 완전히 개장되면 초기 몇 년 동안 매일 약 50만명의 통근자를 서비스할 수 있을 것으로 예상되며 장기적으로는 100만명으로 늘어날 것으로 예상된다. 이는 SMRT 트레인스가 운영하는 네 번째 MRT 노선이자 완전 자동화되고 무인운전되는 네 번째 MRT 노선이다. 이 노선은 현재 만다이 디포에서 서비스를 제공하고 있으며 이스트 코스트 인티그레이티드 디포(East Coast Integrated Depot)는 2026년에 개장하며 서비스는 가와사키–CRRC가 제조한 T251 전기 다중 장치(EMU) 철도 차량에 의해 운영된다.
새롭고 향상된 간판이 TEL을 따라 있는 모든 방송국에 도입되었으며, 더 많은 일러스트레이션과 시각화 대신 텍스트와 장황함이 줄어 들었다. 더욱이, TEL이 운영을 시작한 이래로, 더 넓은 네트워크의 다른 모든 MRT 노선은 그 이후로 알파벳이 아닌 숫자로 출구가 표시되는 것 외에도 이니셜로 표시되었다.

## 역사
- 2020년 1월 31일 - 우드랜즈 노스 역 ~ 우드랜즈 사우스 역 구간 개통
- 2021년 8월 28일 - 우드랜즈 사우스 역 ~ 칼데콧 역 구간 개통
- 2022년 11월 13일 - 칼데콧 역 ~ 가든즈 바이더 베이 역 구간 개통
- 2024년 6월 23일 - 가든즈 바이더 베이 역 ~ 베이쇼어 역 구간 개통

## 역 목록
| 역번호               | 역명                | 역명               | 역명       | 역명           | 환승                        | 거리 (km) | 거리 (km) |
| 역번호               | 한국어              | 영어               | 중국어     | 타밀어         | 환승                        | 거리 (km) | 거리 (km) |
| -------------------- | ------------------- | ------------------ | ---------- | -------------- | --------------------------- | --------- | --------- |
| 톰슨-이스트 코스트선 |                     |                    |            |                |                             |           |           |
| TE1                  | 우드랜즈 노스       | Woodlands North    | 兀兰北     | உட்லண்ட்ஸ் நார்த்     |                             |           |           |
| TE2                  | 우드랜즈            | Woodlands          | 兀兰       | ஊட்லண்ட்ஸ்         | ● 남북선                    |           |           |
| TE3                  | 우드랜즈 사우스     | Woodlands South    | 兀兰南     | உட்லண்ட்ஸ் சவுத்     |                             |           |           |
| TE4                  | 스프링리프          | Springleaf         | 春叶       | ஸ்பிரிங்லீஃவ்        |                             |           |           |
| TE5                  | 렌토르              | Lentor             | 伦多       | லென்ட்டோர்          |                             |           |           |
| TE6                  | 메이플라워          | Mayflower          | 美华       | மேஃபிளவர்         |                             |           |           |
| TE7                  | 브라이 트힐         | Bright Hill        | 光明山     | பிரைட் ஹில்         | ● 크로스아일랜드선 (공사중) |           |           |
| TE8                  | 어퍼 톰슨           | Upper Thomson      | 汤申路上段 | அப்பர் தாம்சன்      |                             |           |           |
| TE9                  | 칼데콧              | Caldecott          | 加利谷     | கால்டிகாட்          | ● 서클선                    |           |           |
| TE10                 | 마운트 플레전트     | Mount Pleasant     | 快乐山     | மவுண்ட் பிளசண்ட்     |                             |           |           |
| TE11                 | 스티븐스            | Stevens            | 史蒂芬     | ஸ்டீவன்ஸ்          | ● 다운타운선                |           |           |
| TE12                 | 네이피어            | Napier             | 纳比雅     | நேப்பியர்          |                             |           |           |
| TE13                 | 오차드 볼리바드     | Orchard Boulevard  | 乌节大道   | ஆர்ச்சர்ட் பொலிவார்ட்   |                             |           |           |
| TE14                 | 오차드              | Orchard            | 乌节       | ஆர்ச்சர்ட்         | ● 남북선                    |           |           |
| TE15                 | 그레이트 월드       | Great World        | 大世界     | கிரேட் வோர்ல்ட்       |                             |           |           |
| TE16                 | 해블락              | Havelock           | 合乐       | ஹவ்லாக்           |                             |           |           |
| TE17                 | 아우트램 파크       | Outram Park        | 欧南园     | ஊட்ரம் பார்க்       | ● 동서선 ● 동북선           |           |           |
| TE18                 | 맥스웰              | Maxwell            | 麦士威     | மெச்ஸ்வெல்          |                             |           |           |
| TE19                 | 셴튼 웨이           | Shenton Way        | 珊顿大道   | ஷென்ட்டன் வே        |                             |           |           |
| TE20                 | 마리나 베이         | Marina Bay         | 滨海湾     | மரீனா பே          | ● 남북선 ● 서클선           |           |           |
| TE21                 | 마리나 사우스       | Marina South       | 滨海南     | மரினா சவுத்        |                             |           |           |
| TE22                 | 가든즈 바이 더 베이 | Gardens by the Bay | 滨海湾花园 | கரையோரப் பூந்தோட்டங்கள் |                             |           |           |
| TE23                 | 탄종 루             | Tanjong Rhu        | 丹戎禺     | தஞ்சோங் ரூ         |                             |           |           |
| TE24                 | 카통 파크           | Katong Park        | 加东公园   | காத்தோங் பார்க்       |                             |           |           |
| TE25                 | 탄종 카통           | Tanjong Katong     | 丹戎加东   | தஞ்சோங் காத்தோங்      |                             |           |           |
| TE26                 | 마린 퍼레이드       | Marine Parade      | 马林百列   | மரீன் பரேட்        |                             |           |           |
| TE27                 | 마린 테라스         | Marine Terrace     | 马林台     | மரீன் டெரஸ்        |                             |           |           |
| TE28                 | 식랍                | Siglap             | 实乞纳     | சிக்லாப்           |                             |           |           |
| TE29                 | 베이쇼어            | Bayshore           | 碧湾       | பேஷோர்            |                             |           |           |
| TE30                 | 베독 사우스         | Bedok South        | 勿洛南     | சீலின்            |                             |           |           |
| TE31                 | 숭에이 베독         | Sungei Bedok       | 双溪勿洛   | சுங்கை பிடோக்        | ● 다운타운선 (공사중)       |           |           |

## 같이 보기
- 싱가포르 MRT